# Liste des édifices labellisés « Patrimoine du XXe siècle » de la Haute-Garonne
Cet article est une liste des monuments historiques et autres édifices protégés au titre du Patrimoine du XXe siècle du département de la Haute-Garonne en France,.

## Statistiques
Au 31 décembre 2010, la Haute-Garonne comptent 20 immeubles protégés du patrimoine du XXe siècle.

## Liste
| Monument                                              | Commune              | Adresse                                                                 | Coordonnées                      | Notice         | Protection | Date           | Illustration                               |
| ----------------------------------------------------- | -------------------- | ----------------------------------------------------------------------- | -------------------------------- | -------------- | ---------- | -------------- | ------------------------------------------ |
| Église Sainte-Apollonie d'Aurin                       | Aurin                | Sainte-Apollonie                                                        | 43° 32′ 05″ nord, 1° 40′ 06″ est | « PA31000045 » | Inscrit    | 2001           | Église Sainte-Apollonie d'Aurin            |
| Phare aéronautique de la Côte de Monteserre           | Baziège              | Rue de l'Aéropostale                                                    | 43° 27′ 23″ nord, 1° 37′ 20″ est | « PA31000087 » | Inscrit    | 2010           | Image manquante Téléverser                 |
| Couvent Sainte-Catherine de Sienne                    | Blagnac              | 60 avenue du Général-Compans                                            | 43° 37′ 48″ nord, 1° 23′ 59″ est | « PA31000046 » | Inscrit    | 2001           | Couvent Sainte-Catherine de Sienne         |
| École élémentaire Jean-Moulin                         | Blagnac              | 1 place des Arts 7-9 rue Sarrazinière                                   | 43° 38′ 09″ nord, 1° 23′ 51″ est | ACR0001765     |            | 2022           | Image manquante Téléverser                 |
| École de garçons                                      | Boulogne-sur-Gesse   | 1 rue des Écoles                                                        | 43° 17′ 27″ nord, 0° 38′ 53″ est | « EA31000019 » |            | 2017           | Image manquante Téléverser                 |
| Établissement thermal d'Encausse-les-Thermes          | Encausse-les-Thermes | Rue de la Fontaine                                                      | 43° 03′ 00″ nord, 0° 44′ 31″ est | « PA31000071 » | Inscrit    | 2005           | Image manquante Téléverser                 |
| Halle-mairie de Longages                              | Longages             | Place du Village                                                        | 43° 21′ 20″ nord, 1° 14′ 24″ est | « PA31000037 » | Inscrit    | 1999           | Halle-mairie de Longages                   |
| Halle aux bestiaux de Montréjeau                      | Montréjeau           | Place de Verdun                                                         | 43° 05′ 04″ nord, 0° 34′ 18″ est | « PA31000065 » | Inscrit    | 2004           | Halle aux bestiaux de Montréjeau           |
| Parc Clément-Ader                                     | Muret                | Square Clément-Ader                                                     | 43° 27′ 40″ nord, 1° 19′ 24″ est | « PA31000039 » | Inscrit    | 1999           | Image manquante Téléverser                 |
| Maison Sztulman                                       | Pin-Balma            | 81 route de la Seillonne                                                | à géolocaliser                   | ACR0001563     |            | 2019           | Image manquante Téléverser                 |
| Villa Déromédi                                        | Plaisance-du-Touch   | Route de Colomiers                                                      | 43° 35′ 51″ nord, 1° 17′ 07″ est |                |            | 2017           | Image manquante Téléverser                 |
| Usine des eaux de Clairfont                           | Portet-sur-Garonne   | Avenue du Cardinal-Saliège                                              | 43° 32′ 02″ nord, 1° 24′ 41″ est | « EA31000020 » |            | 2017           | Image manquante Téléverser                 |
| Villa Espagno                                         | Portet-sur-Garonne   | Chemin de Vigoulet-Auzil ; lieu-dit Creuse                              | 43° 30′ 54″ nord, 1° 25′ 17″ est | « EA31000021 » |            | 2017           | Image manquante Téléverser                 |
| Villa Chancholle                                      | Poucharramet         | Lieu-dit Moulin à vent                                                  | 43° 25′ 07″ nord, 1° 10′ 37″ est | « EA31000022 » |            | 2017           | Image manquante Téléverser                 |
| Internat du lycée agricole                            | Saint-Gaudens        | Rue Olivier-de-Serres                                                   | 43° 07′ 02″ nord, 0° 43′ 51″ est | « EA31000023 » |            | 2017           | Image manquante Téléverser                 |
| Église Saint-Laurent de Saint-Laurent                 | Saint-Laurent        | Rue de l'Église                                                         | 43° 19′ 30″ nord, 0° 48′ 02″ est | « PA31000052 » | Inscrit    | 2001           | Image manquante Téléverser                 |
| Archives départementales de la Haute-Garonne          | Toulouse             | 11 boulevard Bernard-Griffoul-Dorval                                    | 43° 35′ 24″ nord, 1° 27′ 39″ est | « EA31000007 » |            | 2017           | Image manquante Téléverser                 |
| Bibliothèque municipale de Toulouse                   | Toulouse             | 1 bis rue de Périgord                                                   | 43° 36′ 27″ nord, 1° 26′ 38″ est | « PA00132768 » | Inscrit    | 1994           | Bibliothèque municipale de Toulouse        |
| Café Bibent                                           | Toulouse             | 5 place du Capitole                                                     | 43° 36′ 14″ nord, 1° 26′ 36″ est | « PA00094496 » | Inscrit    | 1975           | Café Bibent                                |
| Capitole de Toulouse                                  | Toulouse             | Place du Capitole                                                       | 43° 36′ 16″ nord, 1° 26′ 39″ est | « PA00094497 » | Classé     | 1840 1911 1995 | Capitole de Toulouse                       |
| Château d'eau de l'hôpital Marchant                   | Toulouse             | 134 route d'Espagne                                                     | 43° 33′ 34″ nord, 1° 25′ 09″ est | « EA31000010 » |            | 2017           | Château d'eau de l'hôpital Marchant        |
| Cité HBM du Grand-Rond                                | Toulouse             | Allée des Soupirs ; rue Abel-Autefage ; rue Jean-Aillet ; rue de Tivoli | 43° 35′ 43″ nord, 1° 27′ 18″ est | « EA31000003 » |            | 2017           | Image manquante Téléverser                 |
| Cité universitaire Daniel Faucher                     | Toulouse             | 11 allée du Professeur-Camille-Soula                                    | 43° 34′ 44″ nord, 1° 26′ 01″ est | « EA31000005 » |            | 2017           | Image manquante Téléverser                 |
| École nationale supérieure d'architecture de Toulouse | Toulouse             | 5 allées Antonio-Machado                                                | à géolocaliser                   | ACR0001568     |            | 2019           | Image manquante Téléverser                 |
| École primaire Paul-Dottin                            | Toulouse             | Rue du Recteur-Paul-Dottin                                              | 43° 33′ 39″ nord, 1° 23′ 52″ est | « EA31000013 » |            | 2017           | Image manquante Téléverser                 |
| Ancienne école vétérinaire                            | Toulouse             | 1 place Émile-Blouin                                                    | 43° 36′ 54″ nord, 1° 28′ 01″ est | « EA31000002 » |            | 2017           | Image manquante Téléverser                 |
| Gare de Toulouse-Matabiau                             | Toulouse             | 64 boulevard Pierre-Semard                                              | 43° 36′ 28″ nord, 1° 27′ 15″ est | « PA00094527 » | Inscrit    | 1984           | Gare de Toulouse-Matabiau                  |
| Groupe scolaire Croix-Daurade - Cuvier                | Toulouse             | 135 route d'Albi                                                        | à géolocaliser                   | ACR0001773     |            | 2023           | Image manquante Téléverser                 |
| Groupe scolaire Ernest-Renan                          | Toulouse             | 3-5 chemin d'Audibert                                                   | à géolocaliser                   | ACR0001772     |            | 2023           | Image manquante Téléverser                 |
| Groupe scolaire Jean-Jaurès                           | Toulouse             | 60 avenue François-Frizac                                               | à géolocaliser                   | ACR0001769     |            | 2023           | Image manquante Téléverser                 |
| Groupe scolaire Jules-Ferry                           | Toulouse             | 96 avenue de Fronton 109 avenue Jules-Ferry Avenue des États-Unis       | 43° 37′ 59″ nord, 1° 25′ 58″ est | ACR0001770     |            | 2023           | Image manquante Téléverser                 |
| Groupe scolaire Jules-Julien                          | Toulouse             | 4 et 9-15 avenue des Écoles-Jules-Julien                                | à géolocaliser                   | ACR0001768     |            | 2023           | Image manquante Téléverser                 |
| Groupe scolaire de la Juncasse                        | Toulouse             | 131 rue Louis-Plana                                                     | 43° 37′ 03″ nord, 1° 28′ 17″ est | ACR0001771     |            | 2023           | Image manquante Téléverser                 |
| Groupe scolaire Matabiau                              | Toulouse             | 40 rue Matabiau                                                         | 43° 36′ 41″ nord, 1° 26′ 52″ est | ACR0001767     |            | 2023           | Image manquante Téléverser                 |
| Groupe scolaire Molière                               | Toulouse             | 32 rue Sainte-Lucie                                                     | 43° 35′ 37″ nord, 1° 25′ 53″ est | ACR0001766     |            | 2023           | Image manquante Téléverser                 |
| Hôtel central des Postes                              | Toulouse             | 9 rue Lafayette ; rue Kennedy                                           | 43° 36′ 19″ nord, 1° 26′ 41″ est | « EA31000004 » |            | 2017           | Image manquante Téléverser                 |
| Immeuble de La Dépêche du Midi                        | Toulouse             | 42bis rue d'Alsace-Lorraine 15 rue Rivals                               | 43° 36′ 23″ nord, 1° 26′ 45″ est | « PA31000010 » | Inscrit    | 1997           | Immeuble de La Dépêche du Midi             |
| Immeuble dit de Seube                                 | Toulouse             | 1 allées Paul-Feuga                                                     | 43° 35′ 33″ nord, 1° 26′ 33″ est | « PA00094580 » | Inscrit    | 1981           | Image manquante Téléverser                 |
| Immeuble                                              | Toulouse             | 3 rue Théodore-Ozenne                                                   | 43° 35′ 52″ nord, 1° 26′ 45″ est | « PA00125582 » | Classé     | 1993 1995      | Immeuble                                   |
| Immeuble                                              | Toulouse             | 66 rue de la Pomme                                                      | 43° 36′ 13″ nord, 1° 26′ 42″ est | « PA31000076 » | Inscrit    | 2006           | Immeuble                                   |
| Immeuble, 32 rue Sainte-Philomène                     | Toulouse             | 32 rue Sainte-Philomène                                                 | 43° 35′ 18″ nord, 1° 27′ 16″ est | « PA00094694 » | Inscrit    | 1992           | Image manquante Téléverser                 |
| Institut d'optique électronique                       | Toulouse             | Rue Jeanne-Marvig                                                       | 43° 34′ 48″ nord, 1° 27′ 48″ est | « EA31000009 » |            | 2017           | Image manquante Téléverser                 |
| Librairie Modern Style                                | Toulouse             | 66 rue Léon-Gambetta                                                    | 43° 36′ 13″ nord, 1° 26′ 33″ est | « PA00094611 » | Inscrit    | 1975           | Librairie Modern Style                     |
| Lotissement des Mûriers                               | Toulouse             | 17 allée de Bellefontaine ; 39-41 rue Paul-Gauguin ; rue de Rimont      | 43° 33′ 46″ nord, 1° 24′ 11″ est | « EA31000014 » |            | 2017           | Image manquante Téléverser                 |
| Magasin Perry                                         | Toulouse             | 3 place de la Trinité ; 3 place Étienne-Esquirol                        | 43° 36′ 00″ nord, 1° 26′ 39″ est | « EA31000012 » |            | 2017           | Magasin Perry                              |
| Maison, 2 rue François-Mansart                        | Toulouse             | 2 rue François-Mansart                                                  | 43° 36′ 52″ nord, 1° 27′ 26″ est | « PA31000089 » | Inscrit    | 2010           | Image manquante Téléverser                 |
| Maison Pilette                                        | Toulouse             | 26 rue d'Aubuisson ; 1bis rue Saint-Aubin                               | 43° 36′ 13″ nord, 1° 27′ 08″ est | « EA31000001 » |            | 2017           | Image manquante Téléverser                 |
| Marché-parking des Carmes                             | Toulouse             | Place des Carmes                                                        | 43° 35′ 39″ nord, 1° 26′ 42″ est | « EA31000011 » |            | 2017           | Marché-parking des Carmes                  |
| Monument à la gloire de la Résistance                 | Toulouse             | Allées Frédéric-Mistral                                                 | 43° 35′ 30″ nord, 1° 27′ 11″ est | « PA31000096 » | Inscrit    | 2016           | Image manquante Téléverser                 |
| Nouvelles Galeries                                    | Toulouse             | 4-8 rue Lapeyrouse                                                      | 43° 36′ 14″ nord, 1° 26′ 47″ est | « EA31000017 » |            | 2017           | Image manquante Téléverser                 |
| Piscine municipale Alfred Nakache                     | Toulouse             | allée Gabriel-Biénès                                                    | 43° 35′ 08″ nord, 1° 26′ 09″ est | « PA00125573 » | Inscrit    | 1993           | Image manquante Téléverser                 |
| Pont Saint-Michel                                     | Toulouse             | Boulevard Saint-Michel                                                  | 43° 35′ 33″ nord, 1° 26′ 18″ est | « EA31000008 » |            | 2017           | Pont Saint-Michel                          |
| Poste Saint-Aubin                                     | Toulouse             | 1 rue Charles-Camichel                                                  | 43° 36′ 10″ nord, 1° 27′ 18″ est | « EA31000016 » |            | 2017           | Image manquante Téléverser                 |
| Restaurant universitaire Daniel Faucher               | Toulouse             | 11 allée du Professeur-Camille-Soula                                    | 43° 34′ 50″ nord, 1° 26′ 04″ est | « EA31000006 » |            | 2017           | Image manquante Téléverser                 |
| Soufflerie de Banlève                                 | Toulouse             | Allée du Professeur-Camille-Soula                                       | 43° 35′ 17″ nord, 1° 26′ 14″ est | « PA31000013 » | Inscrit    | 1997           | Soufflerie de Banlève                      |
| Studium des Dominicains de Rangueil                   | Toulouse             | Rue Lacordaire                                                          | 43° 34′ 02″ nord, 1° 27′ 45″ est | « PA31000081 » | Inscrit    | 2007           | Image manquante Téléverser                 |
| Temple du Salin                                       | Toulouse             | 15 ter place du Salin                                                   | 43° 35′ 42″ nord, 1° 26′ 41″ est | « PA00094643 » | Classé     | 1990           | Temple du Salin                            |
| Usine aéronautique Latécoère de Montaudran            | Toulouse             | 2 chemin Carrosse 55 avenue Louis-Breguet                               | 43° 34′ 36″ nord, 1° 28′ 37″ est | « PA31000012 » | Inscrit    | 1997           | Usine aéronautique Latécoère de Montaudran |
| Usine Job                                             | Toulouse             | Chemin de Garonne                                                       | à géolocaliser                   | ACR0001565     |            | 2005           | Image manquante Téléverser                 |
| Villa Bachelot                                        | Toulouse             | Rue Yves-du-Manoir                                                      | 43° 35′ 51″ nord, 1° 23′ 56″ est | « EA31000018 » |            | 2017           | Image manquante Téléverser                 |
| Villa Chanfreau                                       | Toulouse             | 41 rue du Docteur-Jean-Arlaud                                           | 43° 35′ 26″ nord, 1° 28′ 29″ est | « EA31000015 » |            | 2017           | Image manquante Téléverser                 |
| Groupe scolaire                                       | Valentine            | Rue Jules-Ferry                                                         | 43° 05′ 46″ nord, 0° 42′ 27″ est | ACR0001774     |            | 2022           | Image manquante Téléverser                 |
| Villa Moussion                                        | Vigoulet-Auzil       | Avenue des Pyrénées ; allée de Caderousse                               | 43° 30′ 26″ nord, 1° 27′ 01″ est | « EA31000024 » |            | 2017           | Image manquante Téléverser                 |
| Hôtel de ville de Villemur-sur-Tarn                   | Villemur-sur-Tarn    | Place Charles-Ourgaut                                                   | à géolocaliser                   | ACR0001569     |            | 2019           | Hôtel de ville de Villemur-sur-Tarn        |